# Aegla bahamondei
Aegla bahamondei is een tienpotigensoort uit de familie van de Aeglidae. De wetenschappelijke naam van de soort is voor het eerst geldig gepubliceerd in 1982 door Jara.